# 프리드리히 돌만
프리드리히 돌만 (1882년 2월 2일 - 1944년 6월 28일)은 제2차 세계 대전 때의 독일군 장군이다.

## 생애
현재 널리 알려진 대부분의 직무를 1944년 6월 6일이 있었던 노르망디 상륙 이후의 전투 초기 때 수행했다. 돌만의 삶이나 경력에 관한 자서전이 존재하지 않기 때문에 오직 2차 자료나 사료집에서만 그의 삶을 찾아볼 수 있다. 1882년에 태어난 그는 제1차 세계 대전 때 독일 국가방위군에 있었고, 1936년 기계화부대에 배속되었다. 1944년 6월 셀부르 전투 때 전사 또는 자살한 것으로 알려져 있다.

## 경력
- 1882년, 태어남
- 1899년, 군에 입대
- 1909년, 전쟁사관학교에서 수학
- 1917년, 제6보병사단 소속으로 참모부에 배치
- 1923년, 중령 진급
- 1932년, 소장 진급
- 1933년, 중장 진급
- 1935년, 제9군관구 사령관
- 1936년, 포병대장 진급
- 1939년 10월, 제7군 사령관 (서부전선 주둔 부대)
- 1940년 7월 19일, 상급대장 진급
- 1944년 6월 28일, 음독 자살 (공식 기록 심장마비 급사)